# 北出ゆい
北出 ゆい（きたで ゆい、1990年8月12日 - ）は大阪府出身の日本の元タレント。
ベイビープロダクション所属していた。グラビアアイドルユニットG☆Girlsのメンバー。リーダー（緑担当）。

## 来歴・人物
三人姉妹の末っ子
2013年まで貿易系のOLとして働いていた。
趣味は人間観察、映画鑑賞、ヨガ。
特技は剣道。好きな言葉は「栄光に近道なし」。
数の子をこよなく愛している。
元メンバーには鬼のリーダーとして慕われていた。
2014年、現在の事務所ベイビープロダクションにスカウトされ、年末から活動スタート。
2015年7月、光文社ミスFlash発 G☆Girlsに加入。
2016年6月、光文社「FLASHグラビア争奪バトル#4」ファイナリスト。9月、G☆Girlsの前リーダー尾崎礼香の卒業にともない、新リーダーに就任
2017年3月3日、tokyo toricoから「ダイヤモンドラブ c/w FURACHI」がリリースされ、メジャーデビューを果たした
8月23日、tokyo toricoからメジャー第2弾「熱っ波っ波 c/w TOKYOシンデレラ」をリリース
11月23日、5thワンマンライブ「PROGRESS」を開催　2018年3月にメジャー第3弾のリリース、並びに5thワンマンライブのDVD化（時期未定）が告知された
2018年3月14日、tokyo toricoからメジャー第3弾「Raise a Flag（c/w 春の風が吹く街に）」をリリース
2018年9月12日、tokyo toricoから初のアルバム「MUSIC CANDY」をリリース
2018年9月16日、代官山ユニットにてラストワンマンライブを開催後、多くのファンに惜しまれつつ G☆Girlsは解散
2019年夏以降、芸能界引退。

## 出演

### テレビ番組
- MXTV東京オーディション(仮)（2015年7月、 MXTV）
- MXTV東京オーディション(仮)（2015年9月、 MXTV）
- MXTV東京オーディション(仮)（2015年10月-、 MXTV）アシスタント
- MXTV東京オーディション(仮)（2017年9月、 MXTV）イイネガールズ
- MXTV東京オーディション(仮)（2017年10月、 MXTV） イイネガールズ
  - きみだけTV（2017年3月、TOKYO MX）
  - アイドルお宝くじ（2017年6月2日、テレビ朝日）
- 親不孝通りのドブ恋（2018年10月、テレビ西日本）

### ラジオ
- ステラ☆HAPPY！LIVE！～お悩み解決しましょうこ～（市川うららFM）

### 舞台
- O次郎presents「チチガハハ」（2016年4月7日-10日、大阪ABCホール）
- 「ドブ恋7」（2016年10月17日-30日、千本桜ホール）
- 「星屑ドゥームズデイ」（2017年10月19日、阿佐ヶ谷シアター）1日ゲスト出演
- 「女女女の女」（2018年7月24日-29日、千本桜ホール）
- 「吼える」（2019年5月1日- 5日、東京・CBGKシブゲキ!! / 5月10日 - 12日、大阪・ABCホール） - 塩浜 役

### 雑誌
- 「FLASHダイアモンド 」（2016年4月30日増刊号、光文社）「G☆Girlsが実食!!「水着で汗だくラーメン道」～超実力店６店を直撃～」
- 「FLASH」（2018年10月9日号、光文社）「G☆Girls、永遠なれ」

### イベント
- 「G☆Girls」ライブパフォーマンス（2014年 - 2018年）
- G☆Girls撮影会＆オフ会（四谷・ボナスタジオ、2016年4月2日）
- TOKYO GRAVURE IDOL FESTIVAL 2017（2017年8月4日 - 6日、TOKYO IDOL FESTIVAL 2017　GRAND MARKET）[4]
  - 週プレ酒BAR 1日ママ（2018年4月3日、歌舞伎町・週プレ酒場）

1回1時間のイベントを3回。完全予約制で1回5名ずつ、計15名だけが入場できるイベント。
  - 武道館アイドル博2017（東京・日本武道館、2017年5月6日）

### CM
- アプリゲーム「クラッシュフィーバー」（2015年7月、YOUTUBE）
- G☆Girls出演CM～イオンモール盛岡南2018年新春初売りセール（2018年1月、YOUTUBE）
- 中古車販売フェニックスCM～イオンモール盛岡南2018年新春初売りセール（2018年12月、山梨放送・テレビ金沢・北日本放送・日本海テレビ）

### DVD
- ぞくり。怪談夜話　呪われ女子の物語「お知らせ」（2018年1月、十影堂エンターテイメント）主演
- ぞくり。怪談夜話　投稿実話物語「お守り」主演（2018年4月、十影堂エンターテイメント）主演

## 作品
- CD G☆Girls「ダイヤモンドラブ （c/w FURACHI）」（2017年3月3日発売、tokyo torico）
- CD G☆Girls「熱っ波っ波 （c/w TOKYOシンデレラ）」（2017年8月23日発売、tokyo torico）
- CD G☆Girls「Raise a Flag（c/w 春の風が吹く街に）」（2018年3月14日発売、tokyo torico）
- CD G☆Girls「MUSIC CANDY」（2018年9月12日発売、tokyo torico）